# Tower of London (metropolitana di Londra)
Tower of London è stata una stazione fantasma della Metropolitan e District Line, due linee facenti parti della metropolitana di Londra; lo scalo era ubicato nei pressi dell'odierna stazione di Tower Hill.

## Storia
La stazione di Tower of London venne aperta il 25 settembre 1882 durante la costruzione della Metropolitan Railway (MR, oggi la Metropolitan Line). Due anni dopo, nel 1884, la MR e la Metropolitan District Railway (MDR, oggi la District Line) si connessero all'Inner Circle; per questa ragione venne costruita una nuova stazione, che prese il nome di Mark Lane. Lo scalo di Tower of London chiuse il 12 ottobre 1884, pochi giorni dopo l'inaugurazione di Mark Lane.
Durante la costruzione della stazione venne demolita una parte del London Wall. Un frammento della pietra tombale di Gaio Giulio Alpino Classiciano, ritrovato incorporato nella sezione di mura demolite, fu recuperato e si trova attualmente al British Museum.
Le piattaforme della stazione in disuso furono demolite nel 1903, mentre l'edificio di superficie, costruito in buona parte in legno, fu abbattuto nel 1940.
Nel 1967 venne chiusa la stazione di Mark Lane (che era stata rinominata Tower Hill nel 1946), in favore di una nuova struttura - che mantenne il nome "Tower Hill" - da ubicarsi proprio dove si trovava anticamente Tower of London. Di conseguenza quest'ultima fu completamente demolita durante la costruzione del nuovo scalo di Tower Hill e oggi non ne rimane traccia.